# Broken Hill (Australie)
Pour les articles homonymes, voir Broken Hill (homonymie).
Broken Hill est une ville (city) australienne située dans l'État de Nouvelle-Galles du Sud.

## Géographie
La ville s'étend sur 170 km2 isolée dans l'Outback. Elle est située à plus de 1 160 km de Sydney, à la limite de l'Australie-Méridionale et d'ailleurs, à la différence du reste de l’État, elle vit à l'heure de l'Australie-Méridionale.
Le nom de la ville signifie littéralement « colline cassée ». Elle le doit à une colline riche en minerais d'argent, de cuivre et de plomb qui a été exploitée et qui a donc disparu. Elle se trouvait à proximité de la ville actuelle.

## Histoire
La ville a été créée dans les années 1850 et a connu une croissance fulgurante après la découverte d'un filon d'or. Ce n'est pas l'or qui assura son développement ultérieur mais l'exploitation d'un gisement d'argent. La ville fut développée comme une oasis au milieu de l'aridité de l'Outback.

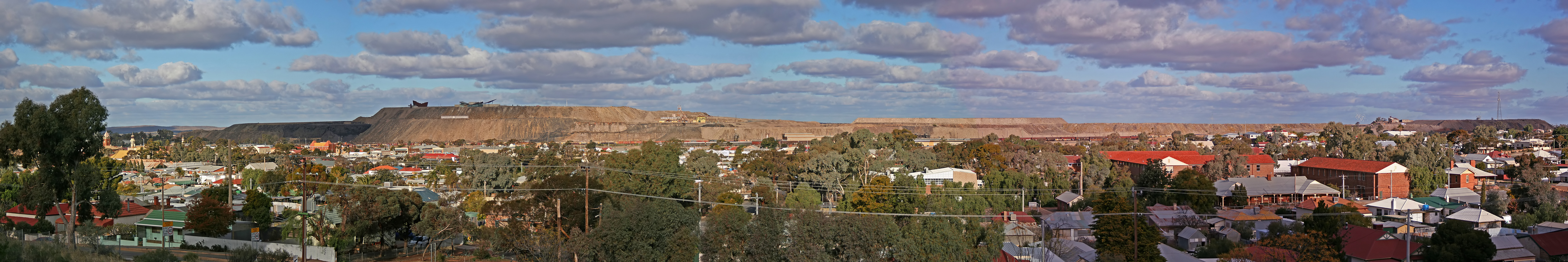
Vue panoramiqua de Broken Hill. Au fond, le terril.

Les mines de plomb argentifère et de zinc ont été exploitées un peu plus tard, dans les années 1880, qui donnèrent lieu à la ruée vers le zinc et le plomb de Broken Hill, le site étant exploité d'abord par de petits prospecteurs. L'exploitation minière à ciel ouvert de minerais d'oxyde d'argent devient la norme, de 1885 à 1898, avec des opérations de fusion effectuées sur place. De 1898 à 1915, les minéraux de sulfure de plomb-zinc-argent sont au contraire à l'origine du succès de concentrés traités à l'étranger.
Depuis la fermeture des dernières mines, la ville se reconvertit dans le tourisme. Elle accueille aussi de nombreux artistes, attirés par la beauté minérale du site.

## Architecture
La richesse passée de Broken Hill est matérialisée par les nombreuses constructions ouvragées de style victorien.

## Intérêt
La richesse des paysages, le changement spectaculaire des couleurs au fil de la journée et l'accès aisé depuis les grandes villes australiennes en ont fait un lieu de tournage de choix pour de nombreux films australiens évoquant les immensités du pays. (Priscilla, folle du désert, Mad Max, Réveil dans la terreur...).

## Accès
On peut accéder à Broken Hill par une route bitumée venant d'Adélaïde ou de Sydney.
Il y a une route bitumée vers la ville fantôme de Silverston
La voie ferrée (Indian Pacific) reliant Adélaïde à Sydney traverse la ville.
Broken Hill possède un aéroport (code AITA : BHQ).

## Climat
Broken Hill a un climat désertique chaud (Köppen: BWh), avec des étés chauds et des hivers doux. Les temps maximales varient de 33,8 ºC en janvier à 15,6 ºC en juillet; et les temps minimales rangent de 19,4 ºC en janvier à 4,9 ºC en juillet. La pluviométrie est très basse: 249,3 mm par an, avec 50.3 jours pluvieux annuellement. Cependant, les pluies sont vraiment variables. Par exemple, en 2019, l'année la plus sèche, on a enregistré 68,0 mm; tandis qu'en 1974, l'année la plus humide, on a enregistré 714,3 mm. On enregistre en moyenne 8,6 journées par an de canicule (temps maximales ≥ 40,0 ºC) et 3,4 journées de gel (temps minimales ≤ 0,0 ºC). Évidemment, la ville est assez ensoleillée: parce qu'elle expérience 137.3 jours clairs et 64.6 jours nuageux annuellement. Le record de chaleur est de 46,3 ºC le 16 janvier 2019, tandis que le record de froid est de −2,9 ºC le 1er juillet 2017 .
| Mois                                  | jan.      | fév.      | mars      | avril     | mai       | juin      | jui.      | août      | sep.      | oct.    | nov.      | déc.      | année           |
| ------------------------------------- | --------- | --------- | --------- | --------- | --------- | --------- | --------- | --------- | --------- | ------- | --------- | --------- | --------------- |
| Température minimale moyenne (°C)     | 19,4      | 18,5      | 15,4      | 11,4      | 7,7       | 5,7       | 4,9       | 5,7       | 8,4       | 11,6    | 14,8      | 17,4      | 11,7            |
| Température maximale moyenne (°C)     | 33,8      | 32,5      | 29,1      | 24,4      | 19,1      | 16        | 15,6      | 18        | 21,9      | 25,6    | 28,8      | 31,7      | 24,7            |
| Record de froid (°C) date du record   | 8 1992    | 6,7 1993  | 5,7 1991  | 3,1 1995  | −0,6 2006 | −2,5 2018 | −2,9 2017 | −1,6 2012 | −0,9 1995 | 1 1993  | 4,7 1993  | 5,9 2022  | −2,9 01/07/2017 |
| Record de chaleur (°C) date du record | 46,3 2019 | 45,5 2017 | 41,3 2005 | 36,8 2018 | 29,9 1991 | 28 2023   | 26,2 2017 | 31 1995   | 37 2023   | 39 2008 | 44,7 2020 | 45,6 2019 | 46,3 16/01/2019 |
| Précipitations (mm)                   | 29,3      | 18,7      | 21,6      | 20,6      | 19,5      | 15,2      | 17,1      | 18        | 21,3      | 25,4    | 21,6      | 20,6      | 249,3           |
| Nombre de jours avec précipitations   | 3,6       | 2,7       | 3,2       | 3,2       | 4,8       | 5,2       | 5,6       | 5         | 4,6       | 4,6     | 4,4       | 3,4       | 50,3            |
| Humidité relative (%)                 | 25        | 28        | 28        | 32        | 43        | 49        | 48        | 38        | 34        | 28      | 26        | 25        | 34              |

## Galerie

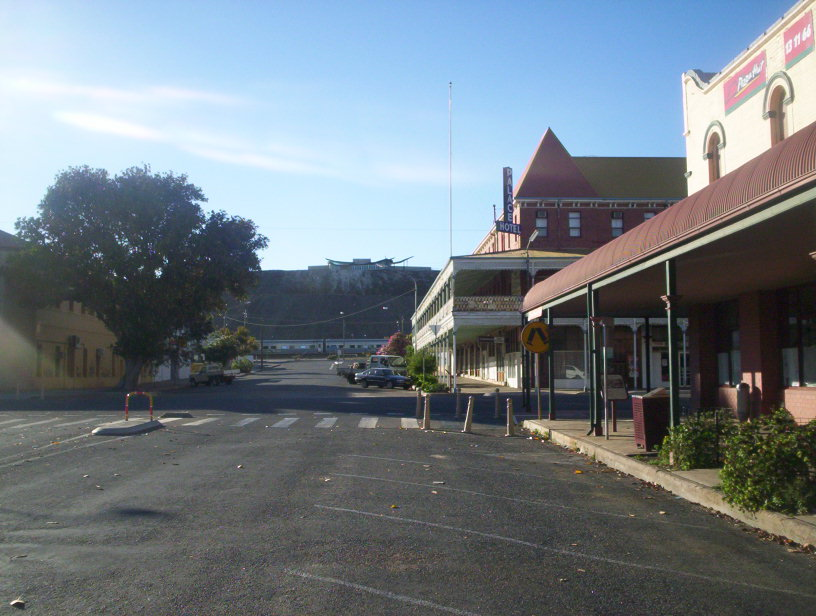
Rue de la ville, avec l'Indian Pacific et un terril au fond
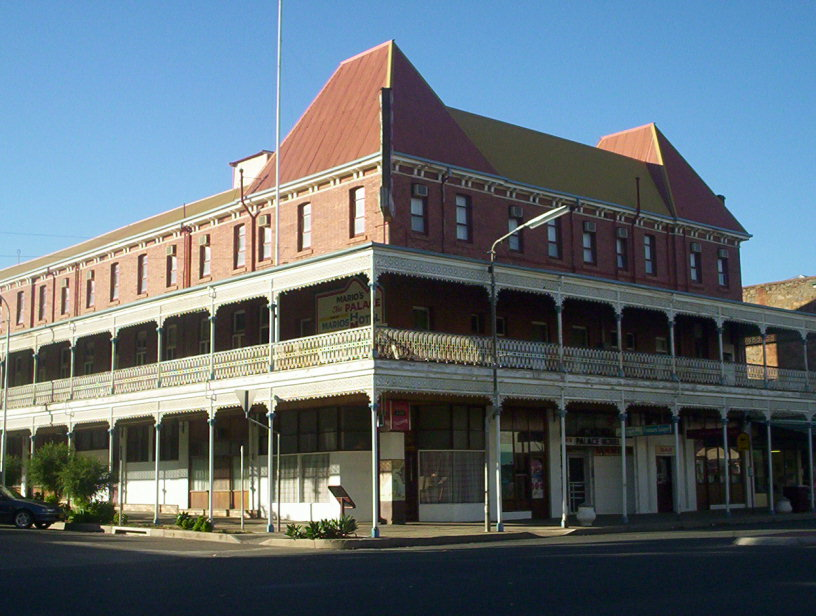
immeuble commercial
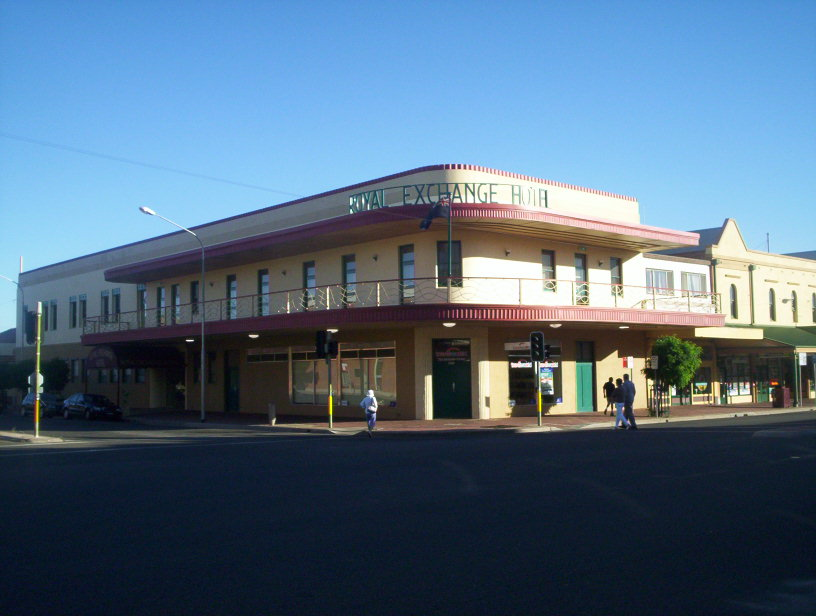
Royal Exchange Hotel
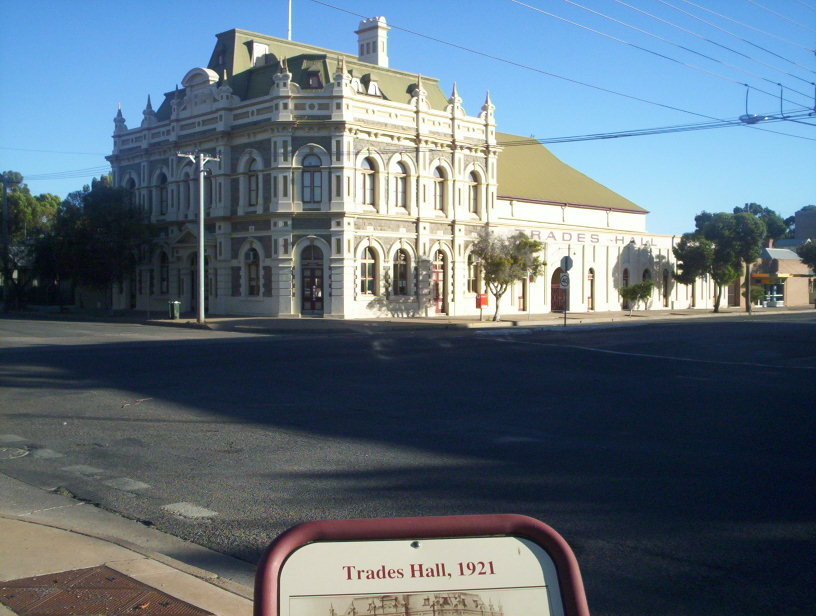
Chambre de métiers (1921)
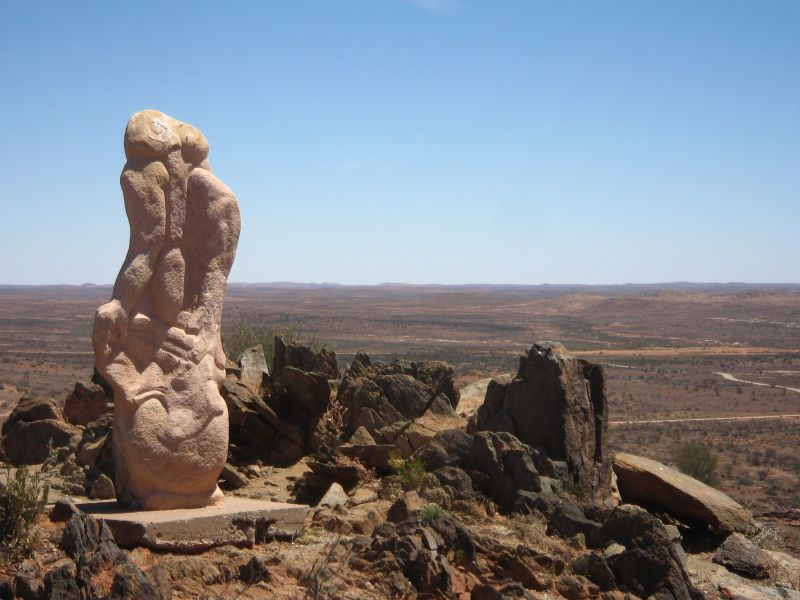
La campagne autour de Broken Hill
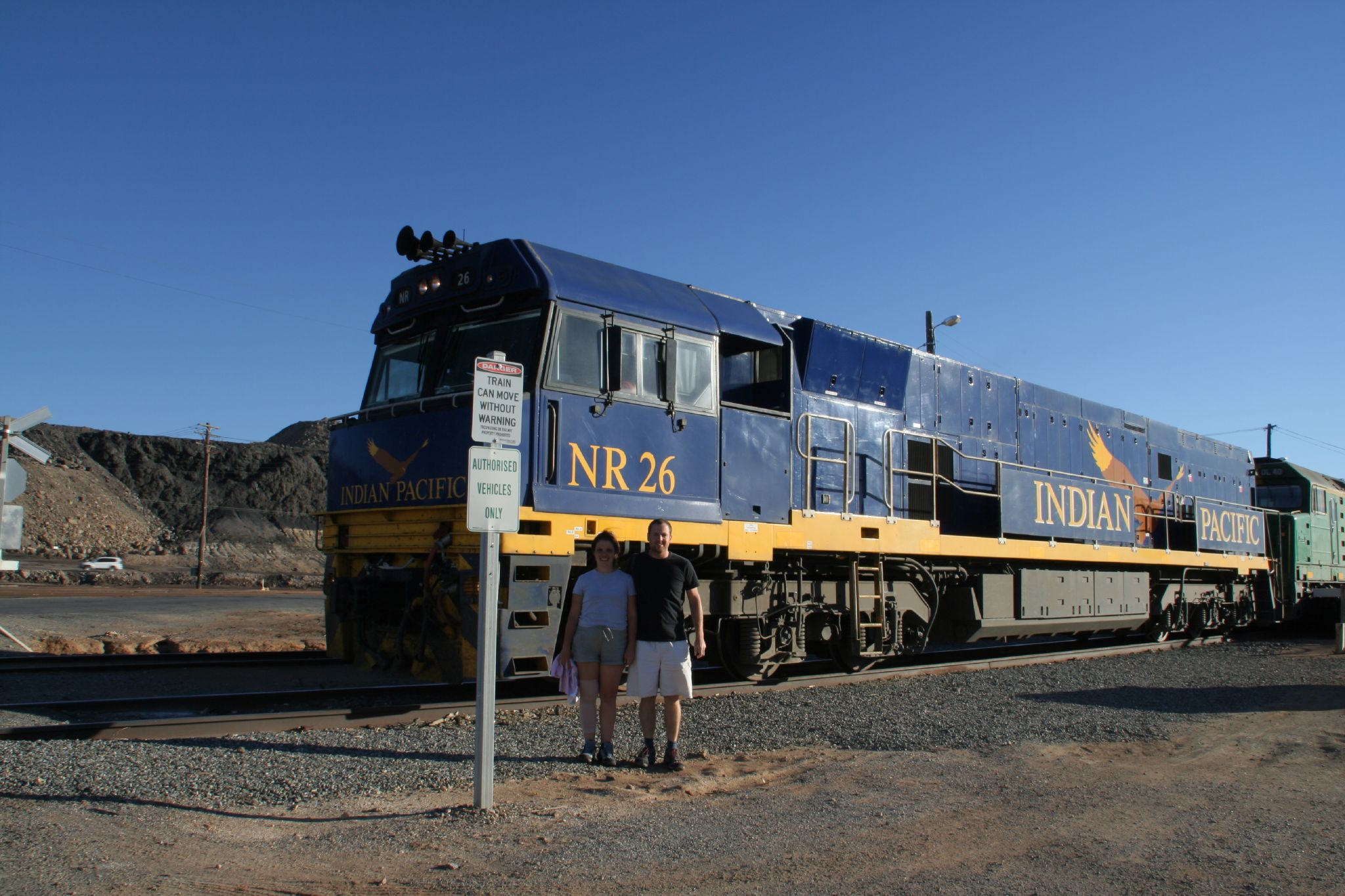
L'Indian pacific
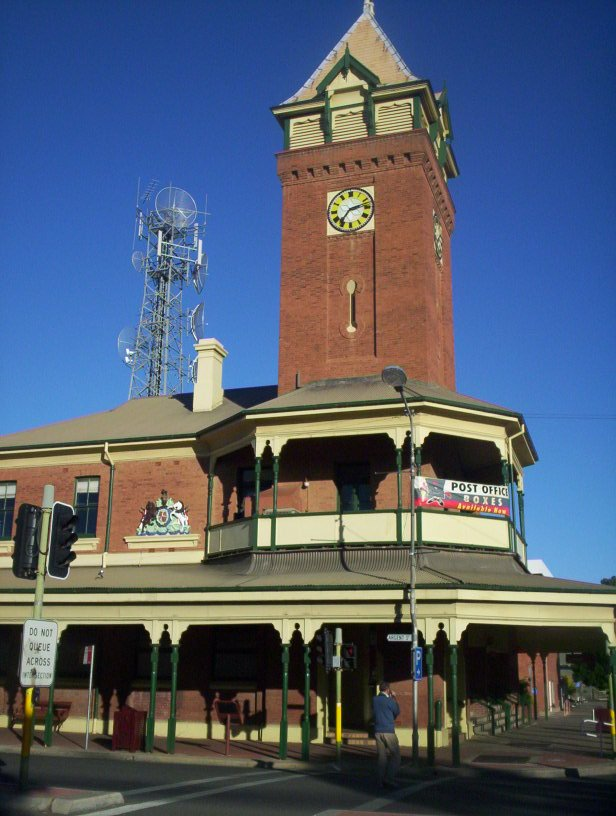
Le bureau de poste de Broken Hill